# La Tour de Montlhéry
La Tour de Montlhéry est un drame en cinq actes, dont un prologue, et en prose écrit par Jules Verne, sans doute vers 1852, en collaboration avec Charles Wallut. La pièce ne fut jamais représentée.

## Résumé de l'intrigue
Gauthier, aubergiste, revient de croisade. À son retour, il découvre que sa femme, Régine, a été enlevée par le comte de Montlhéry et ses acolytes. Elle lui avoue qu'elle a été violée. La croyant coupable d'adultère, Gauthier la frappe et la laisse pour morte. En s'enfuyant, il met le feu à son auberge. Thibaut, son frère, réussit à sauver la petite Blanche qui n'est autre que la fille du couple.
Dix-sept ans plus tard, Gauthier s'est engagé sous le nom d'Aubry dans la compagnie du comte Milon, pour pouvoir assouvir sa vengeance. Thibaut a élevé Blanche. Quant à Régine, ayant échappé au brasier et étant restée folle pendant quatre ans, elle s'adonne désormais aux tours de magie sur les marchés, sous le nom de Gudule. Elle est accompagnée de son serviteur Landry, détenteur d'un lourd secret qu'elle ignore. Milon complote de son côté pour détrôner le roi. Un jour, un certain Maître Pierre se fait dire la bonne aventure par Gudule. En fait, il s'agit du souverain Louis VI qui voyage sous ce nom d'emprunt...

## Personnages
Le prologue (premier acte) se passe en 1104.
Les autres actes en 1121.
- Milon, comte de Montlhéry
- Robert, frère de Milon
- Guy, frère de Milon
- Gauthier, alias d'Aubry
- Thibaut, frère de Gauthier
- Amaury, jeune écuyer, fiancé de Blanche
- Landry, compagnon de Gudule
- Louis VI, sous le nom de Maître Pierre
- Marcel, seigneur de Louis VI
- D'Harcourt, ami du Sire de Montlhéry
- Rochefort, ami du Sire de Montlhéry
- Ferrand, notable de la ville d'Étampes
- Régine, sous le nom de Gudule, femme de Gauthier
- Blanche, sa fille
- Marca
- Hommes d'armes et soldats de Milon
- Notables et habitants d'Étampes
- Marchands de Paris
- Soldats de la suite de Louis VI
- Mariniers de la Seine

## Éditions
- Jules Verne. Théâtre inédit. Le Cherche-Midi éditeur. 2005.